# Chuyến bay 8460 của Lufthansa Cargo
Chuyến bay 8460 của Lufthansa Cargo (LH8460/GEC8460) là một chuyến bay chở hàng quốc tế vào ngày 27 tháng 7 năm 2010 đã bị rơi khi hạ cánh ở Riyadh, Ả Rập Xê Út. Cả hai thành viên phi hành đoàn, những người duy nhất trên tàu, đều bị thương nhưng vẫn sống sót.

## Máy bay
Chiếc máy bay bị nạn là một chiếc McDonnell Douglas MD-11, số đăng ký D-ALCQ, msn 48431, số dòng 534. Chiếc máy bay này được giao cho Alitalia vào năm 1993 với số đăng ký I-DUPB và được chuyển đổi thành máy bay chở hàng vào năm 2004. Vào thời điểm xảy ra tai nạn, D-ALCQ đã hoàn thành 10.075 chu kỳ bay và tích lũy được 73.200 giờ bay.

## Tai nạn
Chuyến bay 8460 là chuyến bay chở hàng theo lịch trình quốc tế từ Frankfurt, Đức, đến Hồng Kông qua Riyadh, Ả Rập Xê Út và Sharjah, U.A.E. Chuyến bay từ Frankfurt đến Riyadh diễn ra suôn sẻ và điều kiện thời tiết tại Riyadh tốt, tầm nhìn đầy đủ.
Khi đến Sân bay quốc tế Quốc vương Khalid ở Riyadh, chiếc máy bay hạ cánh nặng nề, nảy liên tục và cuối cùng vỡ vụn trên đường băng. Cả cơ trưởng và cơ phó có thể sơ tán khỏi máy bay bằng đường trượt khẩn cấp, nhưng đều bị thương. Sau vụ tai nạn, một ngọn lửa đã thiêu rụi phần giữa của máy bay trước khi nó được các dịch vụ khẩn cấp tại sân bay kiểm soát.

## Điều tra
Tổng cục Hàng không Dân dụng đã mở một cuộc điều tra về vụ tai nạn. Báo cáo cuối cùng cho thấy nguyên nhân của vụ tai nạn là do máy bay chạm đất quá mạnh khiến nó nảy trên đường băng. Phi hành đoàn không nhận ra cú nảy và phản ứng theo cách khiến máy bay nảy mạnh hơn. Lần chạm đất thứ ba và cũng là lần cuối cùng mạnh đến nỗi thân máy bay phía sau bị vỡ và máy bay bị rơi.
Trước vụ tai nạn này, đã có 29 lần máy bay MD-11 bị nảy hoặc hạ cánh cứng nghiêm trọng khác gây ra thiệt hại đáng kể. Một vụ tai nạn tương tự đã xảy ra trên Chuyến bay 80 của FedEx Express vào năm trước, nơi cả hai thành viên phi hành đoàn đều thiệt mạng khi hạ cánh nảy.
Được biết, các phi hành đoàn đã nhận thấy MD-11 hạ cánh nảy rất khó phát hiện. Báo cáo cuối cùng đưa ra một số khuyến nghị nhằm cải thiện hoạt động huấn luyện, quy trình và công cụ bay để giúp phi hành đoàn đối phó với tình huống hạ cánh nảy.